# Catoblemma brevipalpis
Catoblemma brevipalpis är en fjärilsart som beskrevs av Turner 1945. Catoblemma brevipalpis ingår i släktet Catoblemma och familjen nattflyn. Inga underarter finns listade i Catalogue of Life.